# Phrudocentra aeretincta
Phrudocentra aeretincta là một loài bướm đêm trong họ Geometridae.